# Пионерный (канал)
Пионерный — канал в России, расположен на территории Гирвасского сельского поселения Кондопожского района Республики Карелии. Длина канала — 7,5 км, площадь водосборного бассейна — 5850 км².

## Общие сведения
Канал берёт начало из реки Суны.
В 1 км от устья по правому берегу в канал впадает ручей Луконоя.
Устье канала находится в Пальеозере на высоте выше 71,6 м над уровнем моря
Код объекта в государственном водном реестре — 01040100222302000014820.

## Фотография

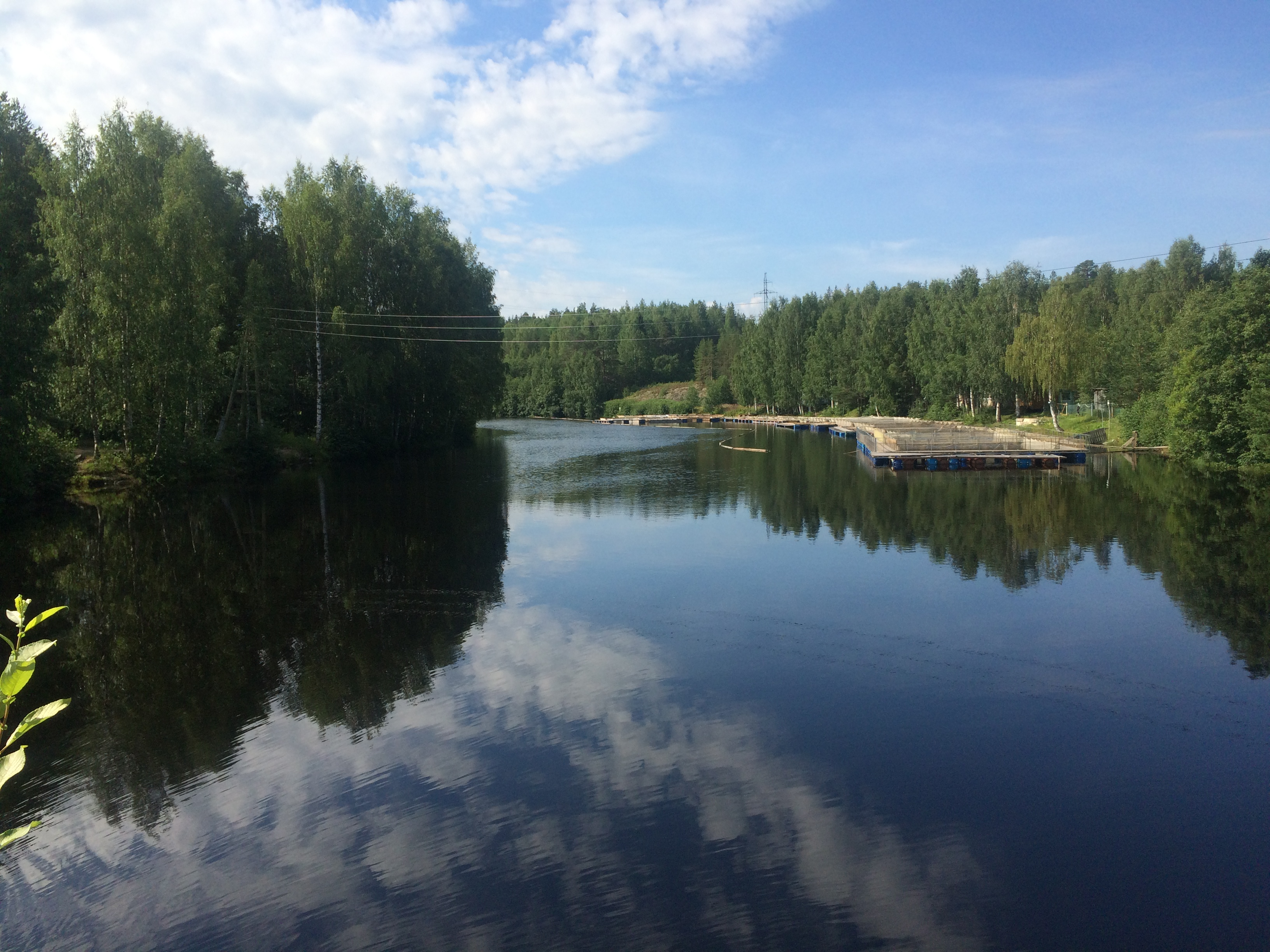
Вид против течения